# Noumea catalai
Noumea catalai is een zeenaaktslak die behoort tot de familie van de Chromodorididae. Deze slak komt voor in het westen van de Grote Oceaan, nabij de kust van Nieuw-Caledonië, op een diepte van 5 tot 10 meter. 
De slak is wit gekleurd, met een witte mantelrand. Op de rug vertrekken vanuit het midden dikke rode lijnen. De kieuwen zijn roze tot violet en de rinoforen zijn geel, met een witte basis. Ze wordt, als ze volwassen is, zo'n 5 tot 12 mm lang. Ze voeden zich met sponzen.